# Luis Fernando Ramos Pérez

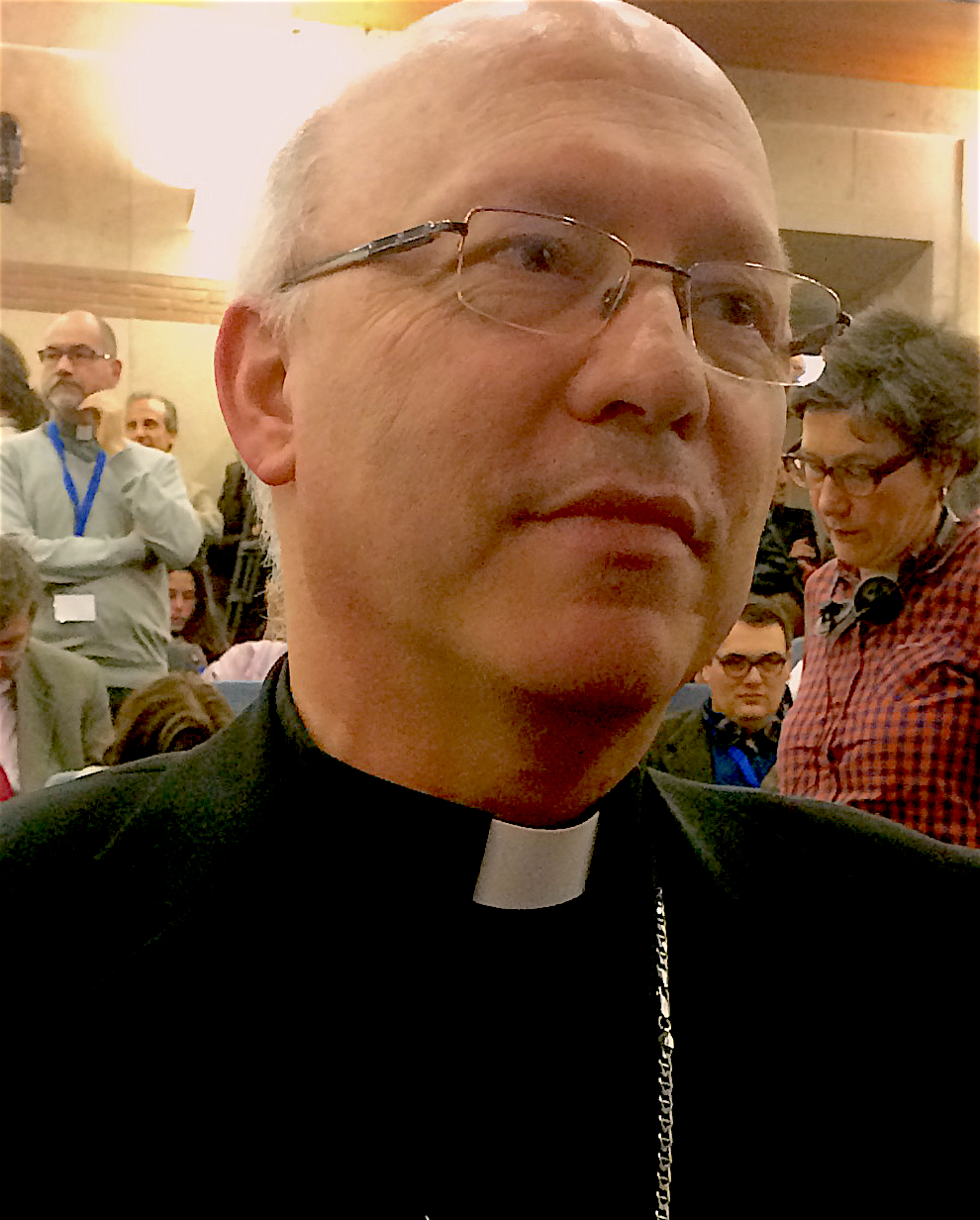
Luis Fernando Ramos Pérez in Rom (2016)

Luis Fernando Ramos Pérez (* 2. Januar 1959 in Santiago de Chile, Chile) ist ein chilenischer Geistlicher und römisch-katholischer Erzbischof von Puerto Montt.

## Leben
Luis Fernando Ramos Pérez erwarb an der Universidad de Chile einen Abschluss im Fach Ingenieurwissenschaften. Danach studierte er Philosophie und Katholische Theologie am Priesterseminar in Santiago de Chile. An der Päpstlichen Universität Gregoriana in Rom wurde er zum Doktor der Theologie im Fach Biblische Exegese promoviert. Ramos Pérez empfing am 5. Mai 1990 das Sakrament der Priesterweihe.
Von 1990 bis 1993 war Luis Fernando Ramos Pérez Präfekt am Priesterseminar in Santiago de Chile und Pfarrvikar der Pfarrei Cristo Emaús. Ab 1993 war er als Pfarrvikar der Pfarrei Santo Toribio de Mogrovejo tätig, bevor er 1999 Mitarbeiter der Kongregation für die Bischöfe wurde. 2007 wurde Ramos Pérez Bischofsvikar für die Bildung im Erzbistum Santiago de Chile und Regens des Priesterseminars in Santiago de Chile.
Am 1. Februar 2014 ernannte ihn Papst Franziskus zum Titularbischof von Tetci und bestellte ihn zum Weihbischof in Santiago de Chile. Der Erzbischof von Santiago de Chile, Ricardo Kardinal Ezzati Andrello SDB, spendete ihm am 10. Mai desselben Jahres die Bischofsweihe; Mitkonsekratoren waren der emeritierte Erzbischof von Santiago de Chile, Francisco Javier Kardinal Errázuriz Ossa, und der Erzbischof von Antofagasta, Pablo Lizama Riquelme. Zusammen mit Ramos Pérez wurde Galo Fernández Villaseca zum Bischof geweiht.
Am 28. Juni 2018 ernannte Papst Franziskus Fernando Ramos zusätzlich zu seinen Ämtern im Erzbistum Santiago zum Apostolischen Administrator des nach Annahme des Rücktrittsgesuchs von Alejandro Goic vakanten Bistums Rancagua. Damit fiel ihm unter anderem die Aufgabe zu, den im Frühjahr 2018 aufgedeckten Fall einer konspirativen Priesterbruderschaft zu untersuchen, die sich La Familia nannte und in dem Bistum ein klerikales Netzwerk zum Zwecke des koordinierten sexuellen Missbrauchs von Kindern und Jugendlichen aufgebaut haben soll. Im Oktober 2018 gelangte Ramos zu dem Ergebnis, die kanonischen Voruntersuchungen unter seiner Verantwortung, die von dem Diözesanpriester Patricio Cavour Calderón geleitet wurden, hätten ebenso wie die staatsanwaltschaftlichen Ermittlungen erbracht, dass ein solcher krimineller Zusammenschluss in der von den chilenischen Medien und der Staatsanwaltschaft der Region O’Higgins zunächst angenommenen Form nicht existiert habe. Ramos setzte zwei im Zusammenhang mit den Ermittlungen von den staatlichen Behörden zwangsweise aus ihren Ämtern entfernte Pfarrer, gegen die seiner Meinung nach keine glaubhaften Anschuldigungen vorlagen – was er sich von der Staatsanwaltschaft bestätigen ließ –, wieder in ihre Seelsorgeämter ein.
Im Zusammenhang mit Vorwürfen der Vertuschung und Behinderung der Aufklärung von Fällen sexuellen Missbrauchs in der römisch-katholischen Kirche in Chile sicherten die chilenischen Strafverfolgungsbehörden im September 2018 E-Mails, die von Ramos sowie von den chilenischen Kardinälen Ricardo Ezzati, dem amtierenden Erzbischof von Santiago, und Francisco Errázuriz, seinem Vorgänger, stammen. Im Januar 2019 gehörte Ramos Pérez zusammen mit seinem Erzbischof Kardinal Ezzati von Santiago, dem Vorsitzenden der Chilenischen Bischofskonferenz Santiago Silva Retamales, Erzbischof René Osvaldo Rebolledo Salinas (La Serena) und Bischof Juan Ignacio González Errázuriz (San Bernardo) zur Delegation der chilenischen Bischöfe, die zu einem außerordentlichen Besuch nach Rom reiste, um Papst Franziskus über den Fortgang der Bewältigung des chilenischen Missbrauchsskandals zu informieren.
Am 27. Dezember 2019 ernannte ihn Papst Franziskus zum Erzbischof von Puerto Montt. Die Amtseinführung erfolgte am 29. Februar 2020. Gleichzeitig endete die Beauftragung als Apostolischer Administrator von Rancagua.